# Sharli Hamidu
Abdelhamid Sharli Hamidu (ur. 1907, zm. 2003) – egipski piłkarz, reprezentant kraju. Podczas kariery występował na pozycji obrońcy.

## Kariera klubowa
Podczas kariery piłkarskiej Sharli Hamidu występował w klubie Olympia Aleksandria.

## Kariera reprezentacyjna
Sharli Hamidu występował w reprezentacji Egiptu w latach trzydziestych. W 1934 roku uczestniczył w mistrzostwach świata. Na mundialu we Włoszech wystąpił w przegranym 2-4 spotkaniu I rundy z Węgrami.